# Al Robbins

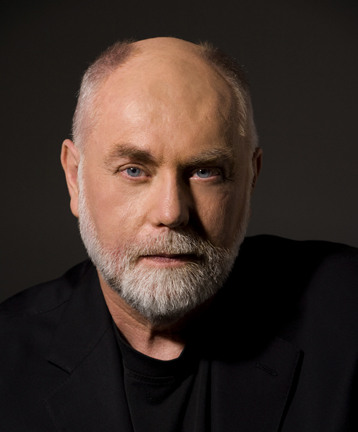
Robert David Hall, de acteur die Al Robbins speelt

Dr. Albert (Al) Robbins is een fictieve medische dokter in de Amerikaanse televisieserie CSI: Crime Scene Investigation. Robbins wordt gespeeld door Robert David Hall.

## Biografie
Robbins is de Hoofd Medisch Onderzoeker (lijkschouwer) van het Las Vegas misdaadlab. Hij werkt vooral nauw samen met Gil Grissom en diens nachtteam van CSI’ers. Hij is Grissoms’ intellectuele gelijke en net als Grissom stoort hij zich niet of nauwelijks aan de acties en gewoontes van de vele verschillende subculturen waar zijn werk hem mee in contact brengt.
Er is maar weinig bekend over Robbins' persoonlijke leven. Robbins' moeder kreeg bij zijn geboorte een tweeling, maar de andere baby was doodgeboren. Ze is er derhalve van overtuigd dat Robbins' keuze een lijkschouwer te worden te wijten is aan het feit dat hij met een dode foetus in de baarmoeder heeft gezeten. Robbins is getrouwd en heeft ten minste twee kinderen.
Robbins' eerste verschijning in de serie was in seizoen 1, in de aflevering "Who Are You?". Hij werd onderdeel van de vaste cast in seizoen 3.
Robbins is gek op koffie, vooral macchiatos ("Table Stakes") en speelt gitaar in een band die hij heeft gevormd met een collega lijkschouwer. Hij houdt ook een album bij van autopsiefoto’s van beroemdheden die gestorven zijn in Las Vegas en door hem onderzocht werden, waaronder Tupac Shakur en The Who bassist John Entwistle. Robbins heeft twee kunstbenen en loopt daarom altijd met krukken. Het is niet helemaal duidelijk waardoor hij zijn benen kwijt geraakt is, maar de CSI: Crime Scene Investigation Companion suggereert dat hij betrokken is geweest bij een ongeluk met een dronken chauffeur.

## Trivia
- Robbins' vrouw heet Julie. Dit werd onthuld in de aflevering waarin Jim Brass wordt neergeschoten.
- Zijn jongste kind is geboren rond 1987. In de aflevering “Overload” maakt hij de opmerking dat zijn jongste zojuist 14 geworden is.